# Gyldendal
Gyldendalske Boghandel, Nordisk Forlag A/S, menționată, de obicei, pur și simplu ca Gyldendal, este o editură daneză.
Fondată în anul 1770 de către Søren Gyldendal, ea este cea mai veche și cea mai mare editură din Danemarca, oferind o gamă largă de cărți, inclusiv ficțiune, non-ficțiune și dicționare. Înainte de 1925, a fost, de asemenea, principala editură din Norvegia și a publicat toate operele lui Henrik Ibsen. În 1925 a fost fondată o editură norvegiană denumită Gyldendal Norsk Forlag („Editura Norvegiană Gyldendal”), care a cumpărat drepturile de publicare ale autorilor norvegieni de la Gyldendal.
Gyldendal este o companie publică și acțiunile sale sunt tranzacționate la Bursa de Valori din Copenhaga (Nasdaq Nordic: OMX: GYLD A).
Gyldendal a întrerupt publicarea versiunii tipărite a enciclopediei ei în 2006, concentrându-se în schimb pe vânzarea de abonamente plătite pentru enciclopedia online. Prin 2008 ea a decis că avea nevoie de o altă abordare pentru a-și susține activitatea online. Începând din februarie 2009 Gyldendal publică o enciclopedie online accesibilă fără abonament.

## Companii subsidiare
Printre companiile subsidiare ale editurii se află următoarele:
- Rosinante
- Høst & Søn
- Samlerens Forlag
- Forlaget Forum
- Forlaget Fremad
- Hans Reitzels Forlag
- Munksgaard Danmark
- Academica
- Systime
- Exlibris
- Nordisk Bog Center

## Legături externe
- Site web oficial
- Hans Reitzel Forlag
- Forlaget Munksgaard
- Gyldendals Bogklubber Arhivat în 17 august 2021, la Wayback Machine.